# Les Super Meilleurs Potes
Les Super Meilleurs Potes (Super Best Friends en version originale) est le troisième épisode de la cinquième saison de la série animée South Park, ainsi que le 68e épisode de l'émission.

## Synopsis
David Blaine, le magicien créé une secte où il endoctrine les habitants de South Park. Stan demande l'aide des Super Meilleurs Potes pour contrer le prestidigitateur.

## Caricatures
- David Blaine
- Les Super Meilleurs Potes sont composés de:
  - Jésus pour la chrétienté qui a le pouvoir de super-bricolage
  - Mahomet pour l'islam qui a le pouvoir de lancer des flammes
  - Moïse pour le judaisme qui a une intelligence digne d'un oracle
  - Joseph Smith pour les mormons qui a le pouvoir de souffle glacé
  - Sea Man (parodie d'Aquaman accompagné d'un oiseau nommé "Turlutte") qui respire sous l'eau et parle avec les poissons
  - Krishna pour l'hindouisme qui a le pouvoir de transformation
  - Bouddha pour le bouddhisme qui a le pouvoir d'invisibilité
  - Lao-Tseu pour le taoïsme qui a le pouvoir de contrôler les objets comme la statue de John Wilkes Booth

## Mort deKenny
Il se suicide lors du suicide collectif à Washington.